# 영원한 내 사랑
《영원한 내 사랑》은 한국에서 제작된 윤봉춘 감독의 1958년 영화이다. 최명수 등이 주연으로 출연하였고 윤봉춘 등이 제작에 참여하였다.

## 출연

### 주연
- 최명수
- 김삼화
- 최남현
- 고선애

## 기타
- 녹음: 최칠복
- 미술: 이봉선